# Rhopalophora peruana
Rhopalophora peruana es una especie de escarabajo longicornio del género Rhopalophora, categorizada en la tribu Rhopalophorini, de la subfamilia Cerambycinae. Fue descrita por Martins, Galileo & Santos-Silva en 2015.

## Descripción
Mide 6,15-7,55 mm de longitud.

## Distribución
Se distribuye por América del Sur: Perú.